# Peter Fraser

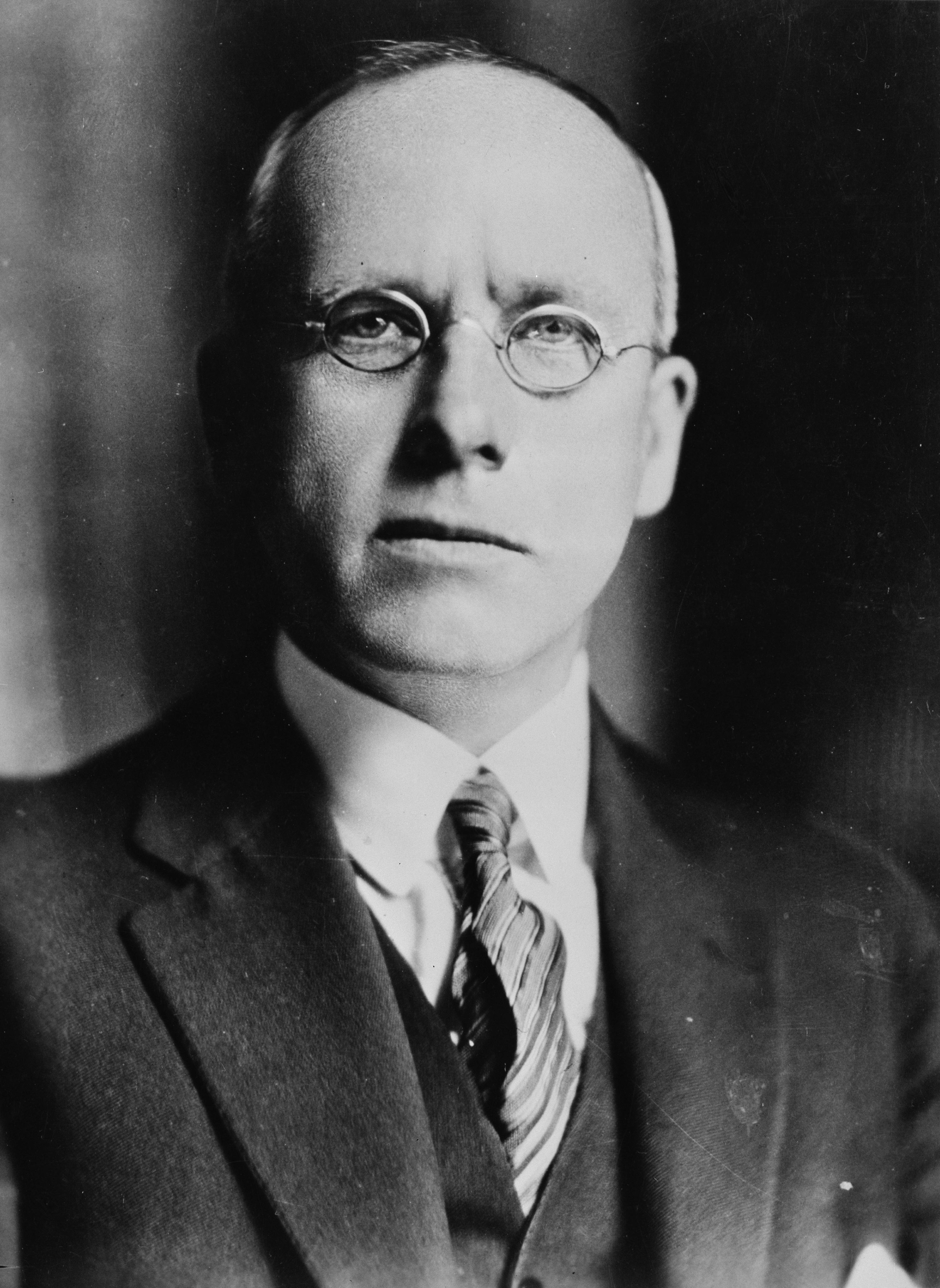
Peter Fraser (um 1942)

Peter Fraser (* 28. August 1884 in Hill of Fearn; † 12. Dezember 1950 in Wellington) war ein neuseeländischer Politiker und vom 27. März 1940 bis 13. Dezember 1949 Premierminister von Neuseeland. Er war damit während des größten Teiles des Zweiten Weltkrieges im Amt. Die Geschichtsschreiber sehen in ihm eine bedeutende Figur in der Geschichte der New Zealand Labour Party. Nach Helen Clark hatte er die zweitlängste Amtszeit aller Premierminister der Labour Party.

## Frühes Leben
Peter Fraser wurde am 28. August 1884 in Hill of Fearn in Schottland geboren. Er erhielt eine grundlegende Schulbildung, musste die Schule aber dann aus finanziellen Gründen verlassen. Er wurde Lehrling bei einem Schreiner, musste diese Beschäftigung aber wegen extrem schlechten Sehvermögens aufgeben. Später hatte Fraser Schwierigkeiten, offizielle Dokumente zu lesen und bestand auf gesprochenen Berichten anstelle geschriebener. Vor der Verschlechterung seines Augenlichtes las er jedoch viel. Die Sozialisten Keir Hardie und Robert Blatchford gehörten zu seinen Lieblingsautoren.
Fraser wurde mit 16 Jahren als Sekretär der Lokalgruppe der Liberalen aktiv und trat 1908 der Independent Labour Party bei.

## Gewerkschafter
Nachdem er sich erfolglos um eine Anstellung in London bemüht hatte, beschloss Fraser im Alter von 26 Jahren nach Neuseeland auszuwandern. Er wählte offensichtlich Neuseeland aus, da er dieses Land von einem fortschrittlichen Geist geprägt glaubte.
Nach seiner Ankunft in Auckland bekam Fraser eine Anstellung als Hafenarbeiter. Er wurde in der Gewerkschaftsbewegung aktiv und Mitglied der New Zealand Socialist Party. Als Michael Joseph Savage (später erster Premier der Labour Party) als sozialistischer Kandidat für den Wahlbezirk Auckland Central kandidierte, organisierte Fraser seinen Wahlkampf. Fraser wurde auch in der New Zealand Federation of Labour aktiv und vertrat diese im Bergarbeiterstreik von Waihi 1912. Kurz danach zog Fraser in Neuseelands Hauptstadt Wellington um.
1913 war Fraser an der Gründung der Sozialdemokratischen Partei Neuseelands beteiligt. Im Verlauf des gleichen Jahres wurde er von der Polizei wegen des Vorwurfes mit seiner gewerkschaftlichen Tätigkeit verbundenen Landfriedensbruches verhaftet. Obwohl die Festnahme zu keinen ernsthaften persönlichen Konsequenzen führte, zog sie bei ihm einen Strategiewechsel nach sich. Fraser nahm von direkten Protestaktionen Abstand und begann einen parlamentarischen Weg an die Macht zu befürworten.
Bei Ausbruch des Ersten Weltkrieges stellte sich Fraser gegen eine neuseeländische Beteiligung. Wie viele Angehörige der Linken, sah er den Konflikt als "Imperialistischen Krieg", bei dem es eher um nationale Interessen als um Prinzipien ging.

## Labour Party
1916 war Fraser an der Gründung der New Zealand Labour Party beteiligt, zu der viele Mitglieder der Sozialdemokratischen Partei überwechselten. Die Mitglieder wählten Harry Holland als Parteivorsitzenden. Michael Joseph Savage, Frasers alter Verbündeter aus der Sozialistischen Partei, war ebenfalls beteiligt.
Später im Jahr 1916 ließ die Regierung Fraser und mehrere andere Mitglieder der Labour Party als Aufwiegler festnehmen. Grund dafür war ihre offene Ablehnung des Krieges und besonders ihr Aufruf, die Wehrpflicht abzuschaffen. Fraser bekam eine einjährige Gefängnisstrafe. Er wies den Schuldspruch stets zurück, da er nur der Subversion schuldig geworden wäre, wenn er aktive Schritte zur Unterminierung der Wehrpflicht unternommen hätte, nicht allein durch die Äußerung seiner Ablehnung der Wehrpflicht.
Nach seiner Entlassung aus der Haft arbeitete Fraser als Journalist für die Zeitung der Labour Party und nahm seine Tätigkeit in der Partei wieder auf. Sein erster Posten war der eines Wahlkampfmanagers für Harry Holland. Bei den Nachwahlen 1918 für den Wahlbezirk Wellington Central wurde Fraser in das Parlament gewählt. Er zeichnete sich besonders durch seine Maßnahmen gegen die Grippeepidemie 1918–1919 aus.
1919 heiratete er Janet Henderson Munro, ebenfalls eine politische Aktivistin. Das Paar blieb bis zu Janets Tod 1945 zusammen, ihre Ehe blieb kinderlos.

## Frühe Karriere als Parlamentarier
Während seiner ersten Jahre im Parlament wurde er sich über die eigenen politischen Ansichten klarer. Obwohl er der russischen Oktoberrevolution des Jahres 1917 und ihren bolschewistischen Führer mit Enthusiasmus begegnete, entwickelte er bald darauf eine ablehnende Haltung. Er wurde einer der stärksten Befürworter, Kommunisten aus der Labour Party auszuschließen. Er widmete sich noch stärker der parlamentarischen Politik anstelle von Protestaktionen und hatte einen mäßigenden Einfluss auf viele politische Entscheidungen der Labour Party.
Frasers Sichtweise stand in Konflikt mit der des Parteivorsitzenden Harry Holland. Die Partei rückte jedoch allmählich von der extrem Linken ab. 1933 starb Holland und ließ die Nachfolgefrage offen. Fraser bemühte sich um die Parteiführung, verlor jedoch gegen Hollands Stellvertreter Michael Joseph Savage. Fraser wurde dessen Stellvertreter.
Obgleich Savage weniger moderate Ansichten als Fraser hatte, verfolgte er auch nicht die extreme Ideologie eines Holland. Mit dem „weicheren“ Image und einer konservativen Regierungskoalition, die mit den Auswirkungen der Great Depression kämpfte, gelang es Savages Partei, die Wahlen des Jahres 1935 zu gewinnen und die Regierung zu bilden.

## Kabinettsminister
In der neuen Regierung wurde Fraser Gesundheitsminister, Bildungsminister, Marineminister und Polizeiminister. Er war als Minister sehr aktiv und arbeitete oft 17 Stunden am Tag und 7 Tage die Woche. Er zeigte besonderes Interesse am Bildungswesen, das er als entscheidend für soziale Reformen ansah. Seine Ernennung von C.E. Beeby in das Bildungsdepartment lieferte ihm einen wichtigen Alliierten für diese Reformen. Fraser war auch die treibende Kraft hinter dem Social Security Act von 1938.
Als 1938 der Zweite Weltkrieg ausbrach, hatte Fraser de facto bereits zusätzlich zu seinen Portfolios die meisten Funktionen des Premierministers übernommen, da Michael Joseph Savage schon einige Zeit krank und dem Tode nahe war, obwohl die Regierung dies der Öffentlichkeit verschwieg.
Parteiinterne Dispute schwächten jedoch Frasers Position. John A. Lee, ein in der Partei anerkannter Sozialist, wandte sich strikt gegen den von ihm wahrgenommenen Schwenk der Partei zum politischen Zentrum und kritisierte Savage und Fraser scharf. Lees Angriffe wurden jedoch so scharf, dass sich auch viele seiner Unterstützer von ihm abwandten. Fraser und seinen Verbündeten gelang es am 25. März 1940, Lee aus der Partei auszuschließen.

## Premierminister

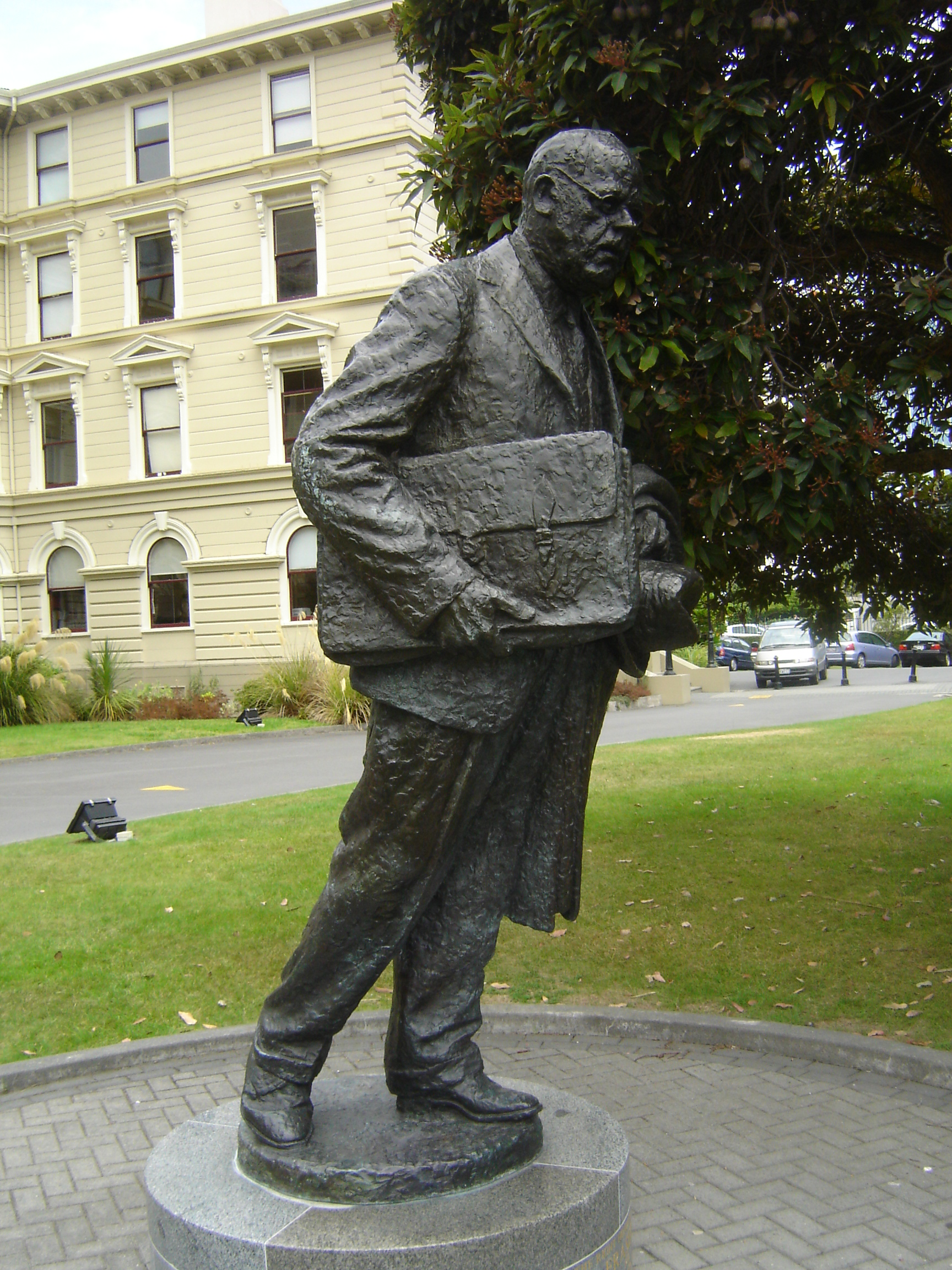
Statue von Fraser auf dem Gelände der früheren Parlamentsgebäude in Wellington

Nach Savages Tod am 27. März 1940 verteidigte Fraser die Führung erfolgreich gegen Gervan McMillan und Clyde Carr. Er musste jedoch dem Caucus der Partei das Recht einräumen, Kabinettsmitglieder auch ohne Bestätigung durch den Premierminister zu ernennen. Diese Praxis wurde von der Labour Party auch später weitergeführt.
Trotz dieser Konzession blieb Fraser an der Führung und störte seine Kollegen manchmal mit seinem Führungsstil. Ein Teil dieser Entschlossenheit, die Kontrolle auszuüben, kann seine Ursache im Krieg haben, dem er sich fast ausschließlich widmete. Einige seiner Maßnahmen wie Zensur, Lohnfestlegungen und Wehrpflicht, waren jedoch in der Partei unpopulär. Besonders die Wehrpflicht führte zu starker Opposition, besonders weil Fraser sich im Ersten Weltkrieg dagegen ausgesprochen hatte.
Fraser erwiderte, dass die Beteiligung an diesem Krieg, im Gegensatz zum Ersten, eine ehrenvolle Sache und die Wehrpflicht ein notwendiges Übel sei. Trotz Opposition aus den Reihen der eigenen Partei unterstützte ein ausreichender Teil der Bevölkerung die Einführung der Wehrpflicht, um ihre Akzeptanz sicherzustellen.
Während des Krieges versuchte Fraser Unterstützung für eine Verständigung zwischen Labour und ihrem Hauptrivalen, der National Party, zu gewinnen. Die Opposition aus beiden Parteien verhinderte jedoch eine Übereinkunft und Labour regierte allein weiter. Fraser arbeitete jedoch eng mit Gordon Coates zusammen. Dieser war ein früherer Premierminister und nun ein „Rebell“ in den Reihen der National Party. Fraser lobte Coates für seine Bereitschaft, die Loyalität zu seiner Partei zurückzustellen und scheint geglaubt zu haben, dass der Führer von National, Sidney Holland „Parteinutzen vor nationale Einheit“ setzte.
In Hinblick auf die Kriegsaktivitäten war Fraser besonders darauf bedacht, dass Neuseeland die Kontrolle über die eigenen Truppen behielt. Er glaubte, dass die bevölkerungsreicheren Länder, besonders Großbritannien, das neuseeländische Militär nur als Ergänzung ihres eigenen Militärs ansahen, nicht als Streitkräfte eines souveränen Staates. Nach besonders schweren neuseeländischen Verlusten im Balkanfeldzug 1941 beschloss sich Fraser die Entscheidung darüber vorzubehalten, wo neuseeländische Truppen eingesetzt würden. Fraser bestand gegenüber den britischen Führern darauf, dass Bernard Freyberg, Kommandeur des Neuseeländischen Expeditionskorps, der neuseeländischen Regierung genauso detailliert Bericht erstatten solle wie den britischen Behörden. Als Japan in den Krieg eintrat, hatte Fraser die Wahl, die neuseeländischen Truppen in den Pazifikraum zurückzurufen (wie es Australien getan hatte) oder diese im mittleren Osten zu belassen, wie Winston Churchill forderte. Fraser entschied sich für die zweite Option.

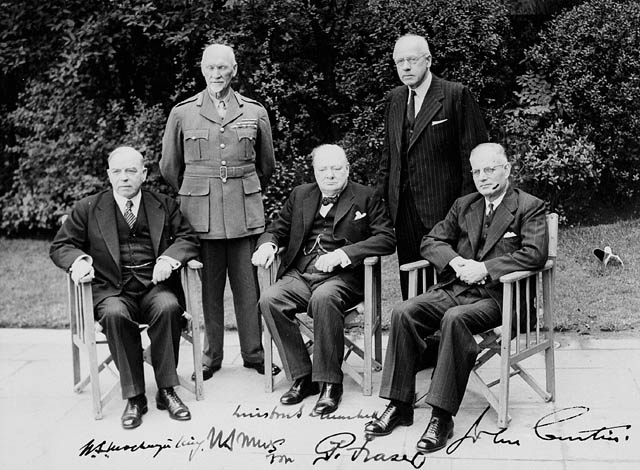
Fraser mit Premierministern des British Commonwealth 1944.

Fraser hatte eine sehr schwierige Beziehung zum US-Staatssekretär Cordell Hull, besonders in Hinblick auf dem Canberra-Pakt vom Januar 1944. Hull behandelte Fraser bei einem Besuch in Washington, D.C. Mitte 1944 auf eine erniedrigende Art uns Weise, was dazu führte, dass Neuseelands Militär im Verlauf des Pazifikkriegs nur eine geringe Rolle spielte.
Nach Kriegsende arbeitete Fraser mit dem neu geschaffenen Departement für Außenangelegenheiten unter Alister McIntosh an der Bildung der Vereinten Nationen. Er wurde besonders für seine Opposition gegen ein Vetorecht für die ständigen Mitglieder des UN-Sicherheitsrates und sprach oft als inoffizieller Vertreter der kleineren Staaten.
Fraser arbeitete über den größten Teil seiner Amtszeit besonders eng mit McIntosh, der auch Führer des Departementes des Premierministers war, zusammen. McIntosh äußerte privat seine Frustration über Fraser als Workaholic und seine fehlende Sensitivität gegenüber der Tatsache, dass auch Funktionäre ein Privatleben brauche. Insgesamt hatten beide aber eine aufrichtige und herzliche Beziehung.
Fraser übernahm 1947 auch das „Minister of Native Affairs“, das er in „Ministry of Māori Affairs“ umbenannte. Fraser hatte einige Zeit Interesse an den Problemen der Māori und führte einige Maßnahmen ein, um Ungleichheit zu reduzieren.
Frasers Regierung hatte vorgeschlagen, 1944 das Statut von Westminster von 1931 anzunehmen, um eine größere konstitutionelle Selbstbestimmung zu erlangen. Die Opposition wehrte sich leidenschaftlich gegen diesen Vorschlag und behauptete, die Regierung sei gegenüber dem Vereinigten Königreich nicht loyal. Der Abgeordnete von National für Tauranga, Frederick Doidge, behauptete „bei uns ist Loyalität ein Instinkt so tief wie Religion.“
Die Vorlage wurde daher nicht weiter verfolgt. Ironischerweise führte gerade die von National geführte Opposition zur Annahme der Statuten im Jahre 1947 als der Oppositionsführer und künftige Premier Sidney Holland einen persönlichen Antrag zur Abschaffung des Legislative Council of New Zealand einbrachte. Da Neuseeland dafür die Zustimmung des Britischen Parlaments bedurfte, um den New Zealand Constitution Act 1852 zu ändern, beschloss Fraser das Statut anzunehmen.
Obwohl Fraser das Portfolio des Bildungsministers bereits früh in seiner Amtszeit wieder abgab, spielten er und Walter Nash weiter eine aktive Rolle an der Entwicklung der Bildungspolitik. Bei den Wahlen 1946 trat Fraser für den neu geschaffenen Wahlbezirk Brooklyn an. Diesen Sitz behielt er bis zu seinem Tod. Arnold Nordmeyer wurde sein Nachfolger für Brooklyn. In seinem bisherigen Wahlbezirk Wellington Central wurde Charles Henry Chapman sein Nachfolger.
Frasers anderen innenpolitischen Bestrebungen kamen zunehmend unter Kritik. Die langsame Rücknahme der im Krieg eingeführten Rationierung und seine Unterstützung für ein verpflichtendes Militärtraining in Friedenszeiten fügten ihm besonders politischen Schaden zu. Mit der schwindenden Unterstützung von traditionellen Labour-Wählern und einer der Kriegsmaßnahmen müden Bevölkerung schwand auch Frasers Popularität. Bei den Wahlen 1949 gewann die National Party die Wahlen. Am 13. Dezember 1949 übernahm Sidney Holland das Amt des Premierministers.

## Oppositionsführer
Fraser wurde Oppositionsführer, spielte aber aus gesundheitlichen Gründen keine wichtige Rolle mehr. Er starb am 12. Dezember 1950 in Wellington und wurde auf dem Karori-Friedhof in Wellington begraben. Walter Nash folgte ihm als Vorsitzender der Labour Party und Oppositionsführer nach.